# 序贯博弈
博弈论中，序贯博弈（英語：sequential game），是指在博弈中，一个参与者先于另一个参与者行动。值得注意的是，后者必须至少能获得先发者的部分行为信息，否则行为时间的先后就不会有任何效果。
组合博弈一般是动态博弈。
博弈矩陣無法表示動態過程，用博弈樹（擴展式表述）來表示。动态博弈常用逆向归纳法求解。
许多棋类游戏都是序贯博弈，如井字棋、象棋、国际象棋、围棋等。决策树的大小可以根据游戏的复杂性而有所不同，范围从一个小而详尽的游戏树的井字棋，而围棋决策树如此之大，甚至电脑无法完全映射出的非常复杂的博弈树。